# Инцидент на острву Три миље
Острво три миље (енгл. Three Mile Island) је острво површине 3,3 квадратних километара на реци Сасквехана у Пенсилванији (САД) и име нуклеарне електране. Име овог острва се веома често повезује са хаваријом 28. марта 1979. године, када се делимично отопило језгро реактора TMI-2 нуклеарне електране Острво три миље. Назив реактора није изведен из димензија острва на коме се налази, већ из чињенице да се налази 3 mi (4,8 km) од градића Мидлтаун (енгл. Middletown). 
Електрана се састојала из два реактора типа  (енгл. TMI-1 и енгл. TMI-2). 

## Опис хаварије
Главна пумпа за воду, која је хладила секундарни прстен електране, искључила се неочекивано око 4 сата ујутру 28. марта 1979. године. Квар је настао услед механичких и електричних проблема (који су били чести) што је довело до тога да генератор паре престане да хлади воду примарног прстена.
У овом случају електрана има резервне системе хлађења зоне, што значи да ово изненадно искључење пумпи не би требало да има никакве последице на нуклеарну безбедност и саму електрану.
- После 2 секунде се аутоматски зауставила парна турбина и генератор електричне енергије а шипке за регулацију су се спустиле у активну зону реактора. Аутоматски се сва пара из генератора паре одводи на кондензатор а не на турбину.
- Након 5 секунди притисак и топлота су наставили да се повећавају у примарном прстену реактора. Спуштањем шипки за регулацију потпуно у средишту, дошло је до престанка рада реактора. С обзиром да су температура и притисак, достигли високе вредности у реактору, постепено је вода премештана у компензатор запремине који се налази одмах изнад реактора а који има за улогу да снизи притисак и температуру у зони реактора. Након изједначавања притиска, вентил на компензатору би требало да се аутоматски затвори.
- 12 секунди - Притисак је почео да опада у реактору (што је било пожељно) али сигурносни вентил на поменутом компензатору, који је требало да се аутоматски затвори, није се затворио. У контролном пункту ништа није указивало на то да се сигурносни вентил није затворио. Притом се погоршао одвод енергије из реактора. Вода, која се аутоматски мењала у пару на тако високој температури, је почела неограничено да тече из реактора у компензатор запремине, с обзиром да је вентил остао отворен.
- 2мин - Упалио се систем аутоматског хлађења у случају хаварије како би компензовао оток воде из примарног прстена електране.
- 4мин - Вода у реактору је проврела, повећао се њен ниво у средишту реактора чак до сигурносног вентила. Оператори реактора, не знајући да је вентил отворен, повећање количине воде су протумачили као узрок аутоматског хлађења и угасили су пумпу за воду, мислећи да је воде било превише (а у ствари воде је било недовољно).
- 8мин - Оператори су схватили да им је такође затворен један сигурносни вентил, који је требало да пусти помоћни систем хлађења одмах на почетку целог овог процеса, одмах након што је пумпа која је хладила секундарни прстен престала са радом. Успели су да отворе овај вентил, али како је хладна вода одједном налетела на исушене и угрејане шипке генератора паре, шипке у генератору паре почињу да пуцају и пропуштају воду са примарне стране на секундарну страну.
- 10мин - Вода је истицала из реактора, притисак се смањивао, вода даље ври у реактору, стога су оператори мислили да воде има довољно и да је пара само у горњем делу реактора.

Након одређеног времена, компензатор запремине се напунио водом и паром, и на њему пуца мембрана. Преко те мембране се пара пренела у специјалан контејнмент у коме се налази цео примарни прстен електране. 
- 2сата - Повећала се радиоактивност воде у примарном прстену.
- 2сата 15мин - Измерена је повећана радиоактивност и око електране.
- Дошло је до испаравања велике количине воде која је требало да хлади реактор и услед тога је дошло до откривања горивних шипки. Без довољног хлађења, при високој температури од око 1000 целзијуса, дошло је до топљења горивних шипки. Услед овога, цела хаварија је на међународној скали за нуклеарне догађаје оцењена са 5 од 7, с обзиром да је имала велике последице на сам реактор и електрану, иако је до животне средине пуштено минимало радиоактивних материја.
- 2сата 22мин - Оператери су зауставили оток воде из примарног прстена електране. То је довело до погоршања хлађења активне зоне реактора, његовог средишта.
- 3сата 20мин - Поновљено је хлађење у случају хаварије. Убацивана је нова, хладна вода, тако да више није долазило до прегревања активне зоне реактора.

Приликом ове катастрофе, није дошло до озрачења особља које опслужује реактор. 
Тих година, у Америци се планирала изградња 129 нуклеарне електране. Након несреће која се догодила, реализовано је само 53 пројекта.
Важно је напоменути, да је пре несреће око 70% популације подржавало амерички нуклеарни програм, док је после несреће овај број пао на 50% и временом је бивао све мањи и мањи.
Чишћење електране је почело у августу 1979. године и завршено је крајем 1993. године. Од 1985. до 1990. године, скоро 100 тона радиоактивног горива је уклоњено из ове нуклеарне електране.